# Campionati mondiali di canoa/kayak slalom 2015
I Campionati mondiali di canoa/kayak slalom 2015 sono stati la 37ª edizione della manifestazione. Si sono svolti a Londra, in Inghilterra, dal 16 al 20 settembre 2015.
L'evento è servito anche come qualificazione europea per le Olimpiadi estive 2016 a Rio de Janeiro.

## Medagliere
| Pos.   | Paese         | Oro | Argento | Bronzo | Totale |
| ------ | ------------- | --- | ------- | ------ | ------ |
| 1      | Rep. Ceca     | 4   | 2       | 0      | 6      |
| 2      | Australia     | 2   | 0       | 0      | 2      |
| 3      | Germania      | 1   | 3       | 1      | 5      |
| 4      | Gran Bretagna | 1   | 1       | 3      | 5      |
| 5      | Francia       | 1   | 1       | 2      | 4      |
| 6      | Slovacchia    | 1   | 1       | 0      | 2      |
| 7      | Slovenia      | 0   | 1       | 1      | 2      |
| 8      | Polonia       | 0   | 1       | 0      | 1      |
| 9      | Stati Uniti   | 0   | 0       | 1      | 1      |
| 9      | Spagna        | 0   | 0       | 1      | 1      |
| 9      | Austria       | 0   | 0       | 1      | 1      |
| Totale | Totale        | 10  | 10      | 10     | 30     |

## Podi

### Uomini
| Evento        | Oro                                                                                            | Perform. | Argento                                                                                     | Perform. | Bronzo                                                                                                | Perform. |
| Canoa         |                                                                                                |          |                                                                                             |          | |          |
| C-1           | David Florence                                                                                 | 94,32    | Benjamin Savšek                                                                             | 94,36    | Ryan Westley                                                                                          | 96,33    |
| C-1 a squadre | Slovacchia Michal Martikán Alexander Slafkovský Matej Beňuš                                    | 106,12   | Germania Sideris Tasiadis Nico Bettge Franz Anton                                           | 110,21   | Slovenia Benjamin Savšek Luka Božič Jure Lenarčič                                                     | 114,02   |
| C-2           | Jan Benzien / Franz Anton                                                                      | 101,17   | Pierre Picco / Hugo Biso                                                                    | 102,25   | Gauthier Klauss / Matthieu Péché                                                                      | 103,34   |
| C-2 a squadre | Francia Pierre Picco / Hugo Biso Gauthier Klauss / Matthieu Péché Yves Prigent / Loïc Kervella | 115,78   | Germania Franz Anton / Jan Benzien Robert Behling / Thomas Becker Kai Müller / Kevin Müller | 122,34   | Gran Bretagna David Florence / Richard Hounslow Mark Proctor / Etienne Stott Adam Burgess / Greg Pitt | 123,59   |
| Kayak         |                                                                                                |          |                                                                                             |          | |          |
| K-1           | Jiří Prskavec                                                                                  | 88,99    | Mateusz Polaczyk                                                                            | 89,43    | Michal Smolen                                                                                         | 92,01    |
| K-1 a squadre | Rep. Ceca Jiří Prskavec Vavřinec Hradilek Ondřej Tunka                                         | 104,19   | Slovacchia Martin Halčin Andrej Málek Jakub Grigar                                          | 104,38   | Gran Bretagna Richard Hounslow Joseph Clarke Bradley Forbes-Cryans                                    | 106,38   |

### Donne
| Evento        | Oro                                                              | Perform. | Argento                                                   | Perform. | Bronzo                                                      | Perform. |
| Canoa         |                                                                  |          |                                                           |          |                                                             |          |
| C-1           | Jessica Fox                                                      | 113,51   | Kateřina Havlíčková                                       | 118,42   | Núria Vilarrubla                                            | 121,55   |
| C-1 a squadre | Australia Jessica Fox Rosalyn Lawrence Alison Borrows            | 144,04   | Rep. Ceca Kateřina Hošková Monika Jančová Tereza Fišerová | 144,92   | Austria Julia Schmid Viktoria Wolffhardt Nadine Weratschnig | 150,72   |
| Kayak         |                                                                  |          |                                                           |          |                                                             |          |
| K-1           | Kateřina Kudějová                                                | 103,62   | Ricarda Funk                                              | 105,91   | Melanie Pfeifer                                             | 106,33   |
| K-1 a squadre | Rep. Ceca Štěpánka Hilgertová Kateřina Kudějová Veronika Vojtová | 127,33   | Gran Bretagna Fiona Pennie Kimberley Woods Lizzie Neave   | 128,06   | Francia Carole Bouzidi Marie-Zélia Lafont Émilie Fer        | 129,02   |